# 신세경
신세경(1990년 7월 29일~)은 대한민국의 배우이다.

## 개요
1998년 서태지 'Take 5' 포스터 모델로 데뷔하였으며, 《송이야 놀자》에 출연하였다. 2004년 영화 《어린 신부》와 드라마 《토지》에 출연하며 연기활동을 이어나가고 2006년에는 공포 영화 《신데렐라》에 처음 주연으로 출연했다. 2009년 MBC 드라마 《선덕여왕》에 천명공주 아역으로 출연하며 인기를 얻기 시작하고 《지붕뚫고 하이킥!》에 출연해서 큰 성공을 거뒀다. 시트콤 속 신세경이 착용했던 빨간 목도리는 그녀의 상징이 되어 회자되기도 하였다. 이 시기 최고의 전성기를 누렸는데, Mnet 20's Choice에서 가장 영향력 있는 스타 20인 중 한 명으로 선정되기도 했다. 이후 영화 《오감도》(2009), 《어쿠스틱》(2010), 《푸른소금》(2011), 《R2B: 리턴투베이스》(2012), 《타짜: 신의 손》(2014), 드라마 《뿌리깊은 나무》(2011), 《패션왕》(2012), 《남자가 사랑할 때》(2013), 《아이언 맨》(2014) 등에 출연하였다. 특히 《냄새를 보는 소녀》(2015)에서는 오초림 역을 맡아 그간과는 다른 밝고 사랑스러운 캐릭터를 잘 소화했다는 호평을 받으며 로맨틱 코미디 장르에서의 능력을 입증했다.

## 생애

### 1998~2006: 초기 경력
신세경은 1998년, 서태지의 5집 《Take Album》 수록곡 "Take 5"에 포스터 모델로 출연해 나중에 대중들에게 알려지면서 화제가 되었다. 알려지기 전에도 "서태지의 여인"으로 불리며 팬카페가 만들어졌고 서태지의 팬들에게 많이 알려졌었다. 하지만 그보다 훨씬 전에 대교어린이TV의 프로그램 《송이야 놀자》에 출연한 것이 2010년에 밝혀졌다. 또한 신세경은 어렸을 적《뽀뽀뽀 아이조아》에도 출연했었다. 신세경은 2004년 김호준 감독의 영화 《어린 신부》에 같이 출연해 주연을 맡았던 문근영의 친구 혜원으로 출연해 정식으로 데뷔하게 된다. 영화는 개봉 2주만에 관객 200만 명을 돌파했고, 신세경도 관객들의 눈길을 끌어 한때 제2의 문근영으로 불리기도 했다. 같은 해 SBS 대하드라마 《토지》에 2000:1의 경쟁률을 뚫고 서희 아역으로 출연해 드라마 데뷔를 했다. 신세경은 2004년《머니투데이》와의 인터뷰 중 오프라 윈프리가 자신의 꿈이라고 밝히기도 했다. 한편 신세경은 2006년 봉만대 감독의 영화 《신데렐라》에서 현수 역을 맡으며 개봉되기 전부터 호러퀸의 계보를 잇는다는 등 크게 주목을 받았다. 영화는 크게 흥행하지 못했지만 연기력을 인정받았고 차세대 스타로서 발판을 마련한 계기가 됐다. 한편 포털사이트 '야후'에서 진행된 '가장 기대되는 신인 1위' 투표 중 압도적인 1위를 차지하기도 했다.

### 2007~현재: 본격적인 활동
신세경은 2007년 6월, 제9회 서울국제청소년영화제(SIYFF) "지킴이"로 위촉돼 활동했다. 2009년에는 중앙대학교 연극영화학과에 09학번으로 입학했다. 한편, 신세경은 2009년 4월 약 3년 만에 MBC 드라마《선덕여왕》에 천명공주 아역에 캐스팅 되었고, 같은 해 3년 만에 스크린으로 복귀하여 《오감도》에서 segment 5 - 수정 역을 맡아 베드신으로 화제가 되어, 스무살 신예답지 않은 연기를 선보였다. 2009년 9월에는 김병욱 PD의 MBC 시트콤 《지붕뚫고 하이킥!》에 출연해 결정적인 인기를 얻는 요인이 되었다. 《지붕뚫고 하이킥!》은 20%가 넘는 시청률을 기록하며 성공적으로 방영되며 신세경은 이를 계기로 톱스타 반열에 올랐으며, 또한 청순한 얼굴에 비해 성숙한 몸매로 "청순글래머"로 불리기도 했다. 신세경은 《지붕뚫고 하이킥!》을 통해 MBC 방송연예대상에서 시청자가 뽑은 베스트 커플상, 코미디, 시트콤부문 여자 신인상의 부문을 수상했다. 이로써 신세경은 2009년이 낳은 최고의 신인스타, 최고의 배우로 거듭나게 됐다. 2010년에도 역시 '신세경 열풍'이 불고 있었는데 신세경은 약 10개의 업체와 CF를 계약함으로써 몸값이 10배 이상 오르기도 하며 데뷔 이후 최고의 인기를 누리며 CF스타로도 거듭나게 되었다. 한편 2009년에 개봉했었던 영화 《오감도》 다시 보기 열풍이 불었는데 이는 신세경이 톱 스타로 떠오르며 출연한 작품이었으며 데뷔 후 첫 베드신 장면이 있었기 때문이었다. 2009년 하반기부터 시작된 열풍은 2010년에도 '신세경 신드롬'이라고 불릴 만큼 인기가 하늘을 치솟고 있었다. 또한 2010년 4월에는 '지붕 뚫고 하이킥!' 이후로 MBC의 일요일 일요일 밤에 단비라는 예능을 통하여 첫 방송에 출연하기도 했고 예능에서 현지인에 가까운 영어 실력을 뽐내며 화제가 되기도 했다. 2010년 8월 26일에는 제4회 M.net 20's Choice에서 황금빛 드레스를 입었고 '가장 영향력 있는 스타 20인'에 수상하며 신세경의 인기를 다시금 확인시켜줬다.

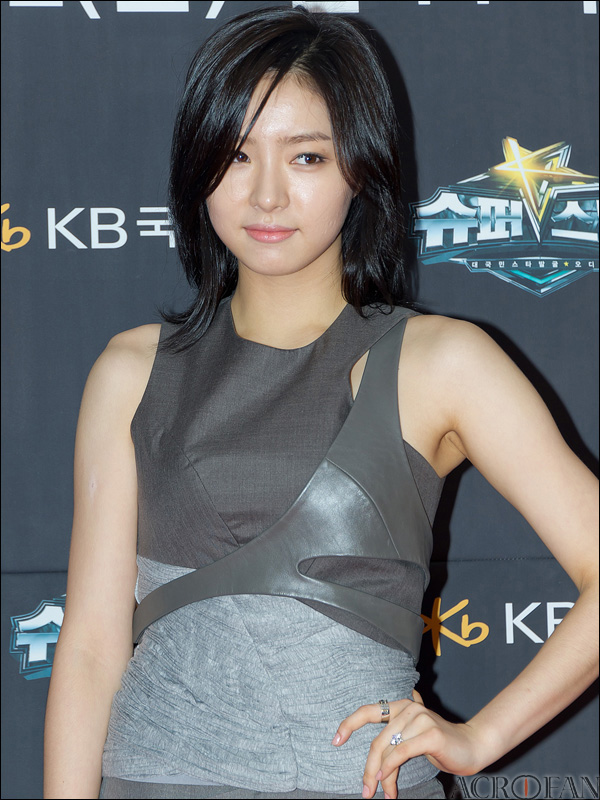
2011년 슈퍼스타K 3 하이라이트 시사회 레드카펫 행사장에서 신세경

2011년 신세경은 송강호와 함께 《푸른소금》 세빈 역으로 출연했고, SBS의 드라마 《뿌리깊은 나무》에 소이 역으로 출연했다. 2012년 3월 12일부터는 SBS 《패션왕》에 이가영역으로 출연했다. 이후 2015년부터 SBS 《육룡이 나르샤》에 분이라는 역할로 출연했다.
2017년에는 영화《채비》에 유치원 선생님으로 특별출연한다.

## 출연 작품

### 영화
| 연도 | 제목                                       | 역할   | 비고       |
| ---- | ------------------------------------------ | ------ | ---------- |
| 2004 | 《어린 신부》                              | 혜원   |            |
| 2006 | 《신데렐라》                               | 현수   |            |
| 2009 | 《오감도 - segment 5》                     | 수정   |            |
| 2010 | 《어쿠스틱 - EP1. 브로콜리의 위험한 고백》 | 세경   |            |
| 2011 | 《푸른소금》                               | 조세빈 |            |
| 2012 | 《R2B: 리턴투베이스》                      | 유세영 |            |
| 2014 | 《타짜: 신의 손》                          | 허미나 |            |
| 2017 | 《채비》                                   | 경란   | 특별출연   |
| 2021 | 《어나더 레코드》                          |        | 다큐멘터리 |

### 드라마
| 연도      | 제목                         | 역할            | 비고     |
| --------- | ---------------------------- | --------------- | -------- |
| 2004      | 《토지》                     | 어린 최서희     |          |
| 2009      | 《선덕여왕》                 | 천명공주        |          |
| 2009      | 《지붕뚫고 하이킥!》         | 신세경          |          |
| 2009~2010 | 《지붕뚫고 하이킥!》         | 신세경          |          |
| 2011      | 《뿌리깊은 나무》            | 소이            |          |
| 2012      | 《하이킥! 짧은 다리의 역습》 | 신세경          | 특별출연 |
| 2012      | 《넝쿨째 굴러온 당신》       | 여배우          | 특별출연 |
| 2012      | 《패션왕》                   | 이가영          |          |
| 2013      | 《남자가 사랑할 때》         | 서미도          |          |
| 2014      | 《아이언 맨》                | 손세동          |          |
| 2015      | 《냄새를 보는 소녀》         | 오초림 / 최은설 |          |
| 2015      | 《육룡이 나르샤》            | 분이            |          |
| 2016      | 《육룡이 나르샤》            | 분이            |          |
| 2017      | 《하백의 신부 2017》         | 윤소아          |          |
| 2017      | 《흑기사》                   | 정해라 / 분이   |          |
| 2018      | 《흑기사》                   | 정해라 / 분이   |          |
| 2019      | 《신입사관 구해령》          | 구해령          |          |
| 2020~2021 | 《런 온》                    | 오미주          |          |
| 2023      | 《아라문의 검》              | 탄야            | 12부작   |
| 2024      | 《세작, 매혹된 자들》        | 강희수 / 강몽우 | 16부작   |

### 기타 작품
- 서태지 5집 TAKE 5 포스터 모델
- 대교어린이TV (구.대교방송)
- 2010 Love Tree Project(러브트리 프로젝트) <제목 - 눈이 녹아요.>
- SBS 스페셜 《영원한 치어리더 스물둘 사노아미의 노래》 내레이션 (2012년 4월 22일 방송)[20]
- MBC 마이 리틀 텔레비전
- KBS 2TV TV유치원
- 유튜브 덱스의 냉터뷰

### 뮤직비디오
- 1998년 서태지 - Take Five
- 2010년 김진표 - 아무 말도 하지마
- 2017년 윤하 - Take Five
- 2022년 폴킴 - One More Time

## CF
- 스쿨룩스 (& 빅뱅)
- 빕스 (& 이연희, 박예진, 박신혜, 이윤지)
- 싸이언(CYON) 크리스탈폰 (With. 빅뱅)  보관됨 2009-12-01 - 웨이백 머신
- 롯데주류 청하
- 싸이언(CYON) 카페폰 (With. 다니엘 헤니)
- 애경 2080 청은차
- 롯데칠성 G2
- 러브캣 모델
- KT BIGI
- BBQ 치킨 모델 (With. 비스트)
- 뉴 슈퍼 마리오브라더스 Wii 한국닌텐도
- 남영비비안 비비안 란제리 모델
- 의류 SOUP 전속 모델
- 화장품 네이처리퍼블릭 전속 모델
- 한국야쿠르트 알앤비 전속 모델
- 동서식품 포스트 라이트업 전속 모델

## 수상 및 후보
| 연도 | 시상식                         | 부문                                      | 작품                                    | 결과 |
| ---- | ------------------------------ | ----------------------------------------- | --------------------------------------- | ---- |
| 2009 | MBC 방송연예대상               | 코미디, 시트콤부문 여자 신인상            | 《지붕뚫고 하이킥!》                    | 수상 |
| 2009 | MBC 방송연예대상               | 시청자가 뽑은 베스트 커플상 (with 윤시윤) | 《지붕뚫고 하이킥!》                    | 수상 |
| 2010 | 제46회 백상예술대상            | TV부문 여자 신인연기상                    | 《지붕뚫고 하이킥!》                    | 후보 |
| 2010 | 제4회 Mnet 20's Choice         | 가장 영향력 있는 스타 20인                | 빈칸                                    | 수상 |
| 2011 | 제15회 부천국제판타스틱영화제  | 판타지어 어워드                           | 《어쿠스틱》                            | 수상 |
| 2011 | 제4회 스타일 아이콘 어워즈     | 뉴 아이콘                                 | 빈칸                                    | 수상 |
| 2011 | 제12회 대한민국영상대전        | 포토제닉상 탤런트부문                     | 빈칸                                    | 수상 |
| 2011 | 제48회 대종상                  | 신인여우상                                | 《푸른소금》                            | 후보 |
| 2011 | 제32회 청룡영화상              | 신인여우상                                | 《푸른소금》                            | 후보 |
| 2011 | SBS 연기대상                   | 드라마스페셜부문 여자 우수연기상          | 《뿌리깊은 나무》                       | 수상 |
| 2012 | 제5회 코리아 드라마 어워즈     | 여자 최우수상                             | 《패션왕》                              | 후보 |
| 2012 | SBS 연기대상                   | 미니시리즈부문 여자 최우수연기상          | 《패션왕》                              | 후보 |
| 2013 | MBC 연기대상                   | 미니시리즈부문 여자 우수연기상            | 《남자가 사랑할 때》                    | 수상 |
| 2014 | 제35회 청룡영화상              | 청정원 인기스타상                         | 《타짜: 신의 손》                       | 수상 |
| 2014 | KBS 연기대상                   | 미니시리즈부문 여자 우수연기상            | 《아이언 맨》                           | 후보 |
| 2015 | OBS 독특한 연예뉴스            | 시청자가 뽑은 핫 아이콘상                 | 《육룡이 나르샤》                       | 수상 |
| 2015 | SBS 연기대상                   | 장편드라마부문 여자 우수연기상            | 《육룡이 나르샤》                       | 수상 |
| 2015 | SBS 연기대상                   | 베스트 커플상 (with 유아인)               | 《육룡이 나르샤》                       | 수상 |
| 2015 | SBS 연기대상                   | 10대 스타상                               | 《냄새를 보는 소녀》, 《육룡이 나르샤》 | 수상 |
| 2016 | 제5회 아시아태평양 스타 어워즈 | 장편드라마부문 여자 최우수연기상          | 《육룡이 나르샤》                       | 후보 |
| 2018 | 제13회 숨피 어워즈             | 올해의 연기상 여자부문                    | 《하백의 신부 2017》                    | 후보 |
| 2018 | 제13회 숨피 어워즈             | 베스트 키스상 (with 남주혁)               | 《하백의 신부 2017》                    | 후보 |
| 2018 | 제13회 숨피 어워즈             | 베스트 커플상 (with 남주혁)               | 《하백의 신부 2017》                    | 후보 |
| 2018 | 제11회 코리아 드라마 어워즈    | 여자 우수연기상                           | 《흑기사》                              | 후보 |
| 2018 | KBS 연기대상                   | 여자 최우수연기상                         | 《흑기사》                              | 후보 |
| 2018 | KBS 연기대상                   | 중편드라마부문 여자 우수연기상            | 《흑기사》                              | 후보 |
| 2018 | KBS 연기대상                   | 베스트 커플상 (with 김래원)               | 《흑기사》                              | 후보 |
| 2018 | KBS 연기대상                   | 네티즌상 여자부문                         | 《흑기사》                              | 후보 |
| 2019 | 올해의 브랜드대상              | 연예인 유튜버 부문                        | 빈칸                                    | 수상 |
| 2019 | MBC 연기대상                   | 대상                                      | 《신입사관 구해령》                     | 후보 |
| 2019 | MBC 연기대상                   | 수목드라마부문 여자 최우수연기상          | 《신입사관 구해령》                     | 수상 |
| 2019 | MBC 연기대상                   | 최고의 1분 커플 (with 차은우)             | 《신입사관 구해령》                     | 수상 |

## 평판
2010년 청순글래머 열풍이 불 때 신세경은 그 중심에서 청순글래머 열풍의 원조로 불렸다. 때문에 청순글래머의 대명사, 대표주자 등의 호칭을 얻었었다. 또한 베이글녀라는 신조어가 탄생해 유행을 할 때도 관심을 받았다. 2011년에는 신묘년을 맞아 CJ 엔터테인먼트가 조사한 2011년을 빛낼 스타 1위에 뽑히기도 했다. 대중이 인정하는 높은 인지도와 손 꼽히는 비주얼로 각종 언론 순위에서도 상위권을 차지했었다.